# Vassili Kapnist
Pour les articles homonymes, voir Kapnist.
Vassili Vassilievitch Kapnist (1758-1823, en russe : Василий Васильевич Капнист) est un poète issu d'une famille noble russe.
Il nait dans le gouvernement de Poltava où il décède aussi. Il est connu pour ses critiques du servage en Russie, son souhait du retour à une autonomie du sud de l'Ukraine proche de l'Hetmana cosaque.

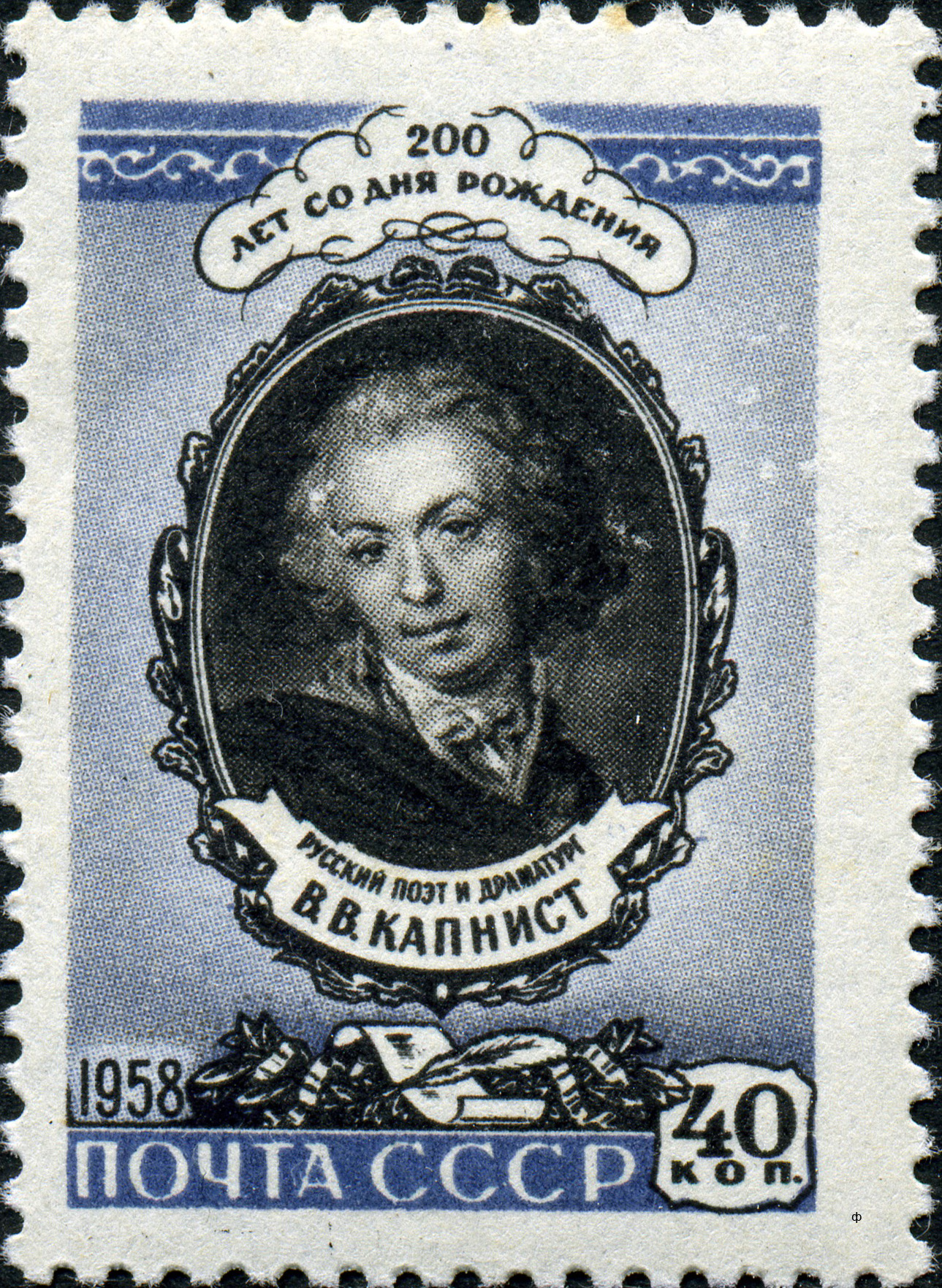
Timbre soviétique à son effigie de 1958.
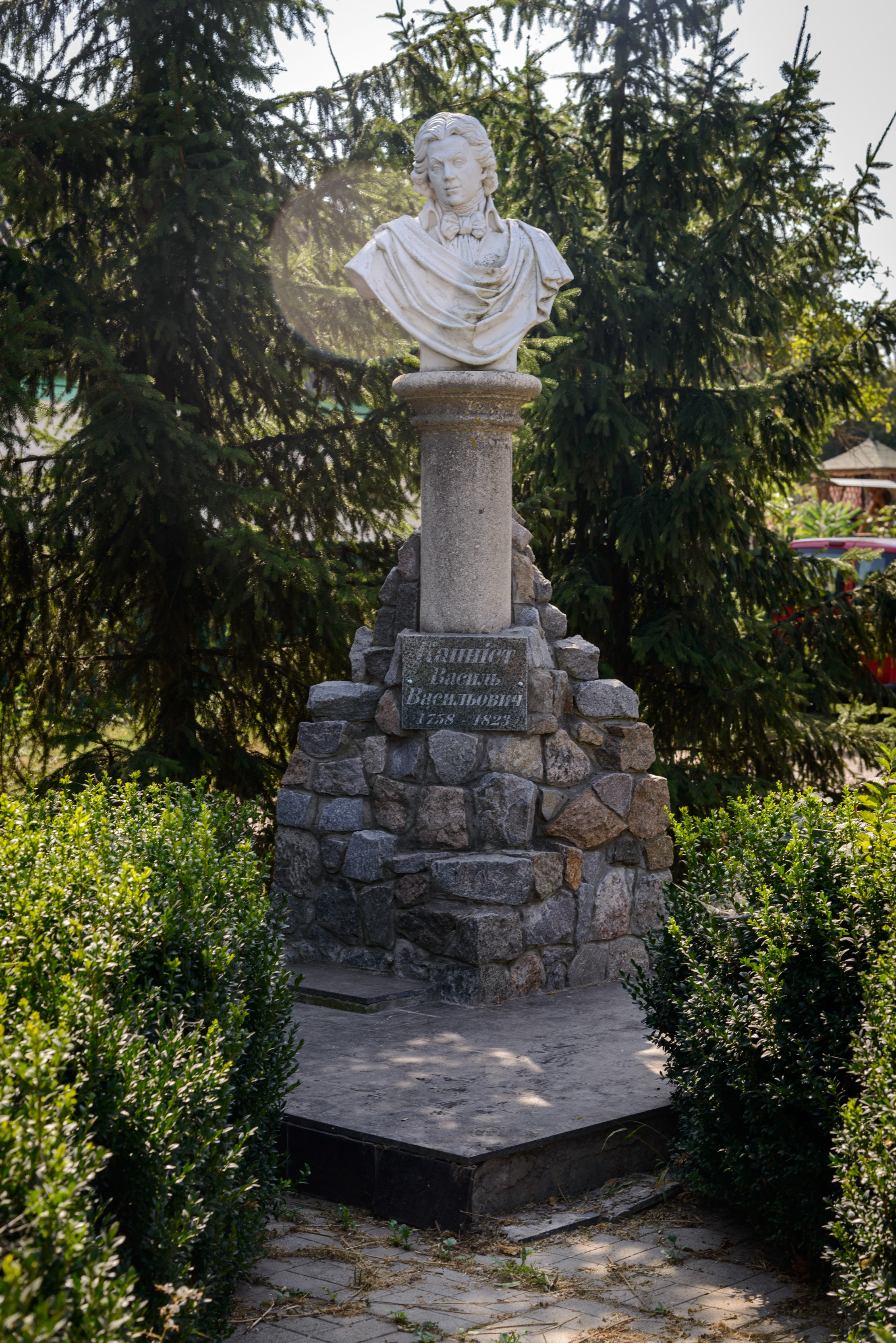
Son buste à Velyka Oboukhivka, raïon de Myrhorod.

## Écrits
- La chicane (Iabiéda) : comédie en cinq actes et en vers.
- Опыт перевода и подражания Горациевых од (L'expérience de la traduction et de l'imitation des poèmes d'Horace).
- Переписка (1794-1816) и "Записки" c портретом Державина (Correspondance (1794-1816) et "Notes" avec un portrait de Derjavin).
- Лирическія сочиненія (compositions lyriques).

## liens externes
- Ressource relative à la musique :   - MusicBrainz
- Notices dans des dictionnaires ou encyclopédies généralistes :   - Brockhaus
  - Deutsche Biographie
  - Hrvatska Enciklopedija
  - Internetowa encyklopedia PWN
  - Visuotinė lietuvių enciklopedija
- Notices d'autorité :   - VIAF
  - ISNI
  - BnF (données)
  - IdRef
  - LCCN
  - GND
  - Pologne
  - NUKAT
  - Tchéquie
  - WorldCat